# Enrico Golisciani
Enrico Golisciani (Napoli, 25 dicembre 1848 – Napoli, 6 febbraio 1918) è stato un librettista italiano.

## Biografia
Ha pubblicato anche un volumetto di versi per musica, intitolato Pagine d'Album (Milano, Ricordi, 1885) e molte altre poesie per musica pubblicate regolarmente nella "Gazzetta Musicale di Milano"; a Napoli fu direttore del Giornale per tutti. 
Di lui Franco Bruni scrive «Lo stile del G. si rivela profondamente legato al clima tardoromantico» e «L'opera letteraria del G. è attraversata, dal periodo giovanile alla piena maturità, dall'uso sapiente del colore locale e da una narrazione in cui gli elementi sociali sono ben evidenziati, secondo una tradizione che ci riporta al naturalismo francese».

## Opere

### Libretti (parziale)

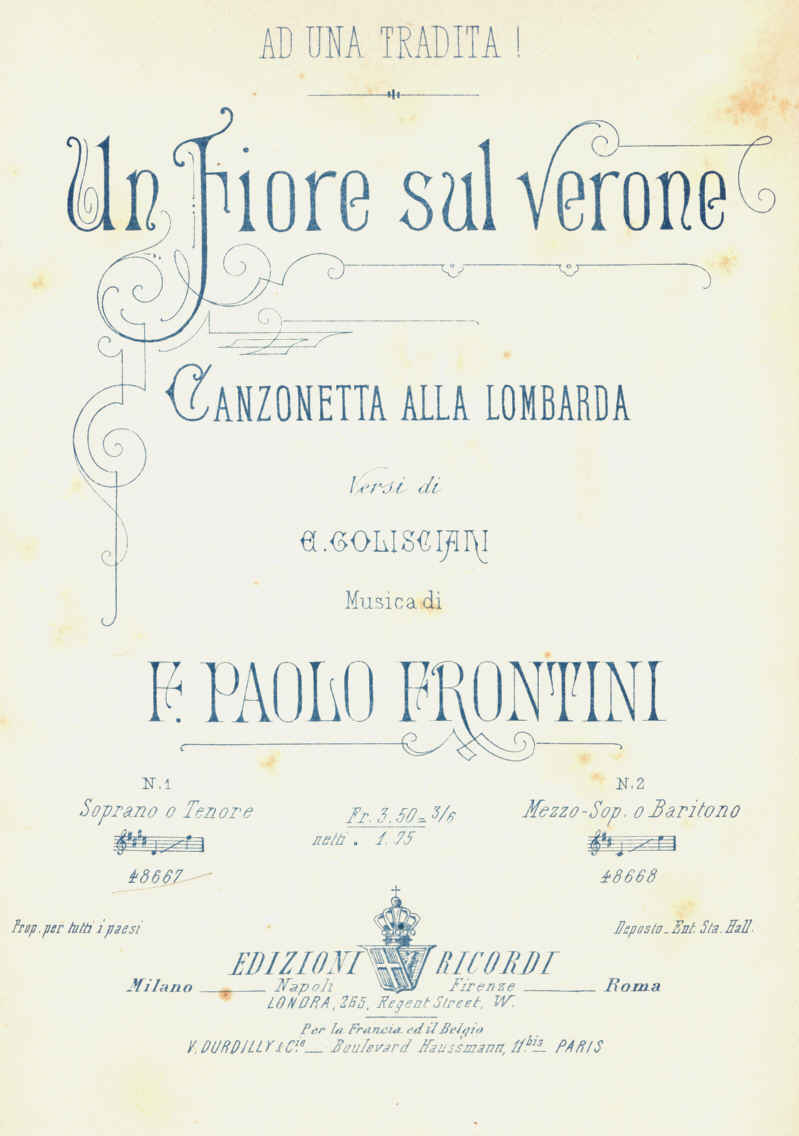
Ed. Ricordi 1883, musica di Francesco Paolo Frontini

- Carlo di Borgogna (Pietro Musone - Napoli, Teatro Mercadante, 22 marzo 1876)
- Lida Wilson (Ferdinando Bonamici - Pisa, Teatro Nuovo, 31 gennaio 1878)
- Il Conte di San Romano (Nicola De Giosa - Napoli, Teatro Bellini, 12 maggio 1878)
- Griselda (Giulio Cottrau - Torino, Teatro Alfieri, 25 settembre 1878)
- Il ritratto di Perla (Cesare Rossi - Napoli, Circolo Unione, 7 gennaio 1879)
- Sogno d'amore (Cesare Bernardo Bellini - Napoli, Casino dell'Unione, 12 gennaio 1880)
- Nella (Francesco Paolo Frontini - Catania, Teatro Comunale, 31 marzo 1881)
- Rabagas (Nicola De Giosa - Roma, Teatro Argentina, 23 marzo 1882)
- Cordelia dei Neri (Ferdinando Aldieri - La Valletta, Teatro Reale, 9 maggio 1884)
- Marion Delorme (Amilcare Ponchielli - Milano, Teatro alla Scala, 17 marzo 1885)
- Cimbelino (Niccolò van Westerhout - Napoli, esecuzione privata, dicembre 1887)
- Marina (Umberto Giordano - composta nel 1888, non rappresentata)
- Gina (Francesco Cilea - Napoli, Collegio di musica, 9 febbraio 1889)
- Bianca di Nevers (Adolfo Baci) - Rovigo, Teatro Sociale, 1º novembre 1889)
- La Borghesina ( Augusto Machado), edizione 1909, Casa Editrice Musicale Italiana, Milano
- Mokanna (Nicholas Laucella, composta nel 1915)

#### Traduzioni italiane
- I briganti (Jacques Offenbach, Napoli 1874)
- Il pipistrello (Nicola De Giosa - prima italiana, Napoli 1875, Società Filarmonica, 28 gennaio 1875)

### Poesia e musica
Romanze
- Preso a morte, versi di E. Golisciani, musica di Francesco Paolo Frontini, Maddaloni, 1878
- Abbandonata, versi di E. Golisciani, musica di Francesco Paolo Frontini, Ricordi, 1878
- Biglietto amoroso,versi di E. Golisciani, musica di Francesco Paolo Frontini, Benenati, 1878
- Non sei più tu, versi di E. Golisciani, musica di Francesco Paolo Frontini, Benenati, 1878
- Un fiore sul verone, versi di Enrico Golisciani, musica di Francesco Paolo Frontini, Ricordi, 1883